# EA Skate
EA Skate – seria gier komputerowych z gatunku symulacji deskorolki, wydawana przez Electronic Arts pod szyldem EA Black Box. Seria zyskała uznanie dzięki realistycznemu podejściu do jazdy na deskorolce oraz intuicyjnemu sterowaniu za pomocą kontrolera zwanego "flick it"

## Historia serii

### Skate. (2007)
Pierwsza odsłona, EA Skate, ukazała się w 2007 roku na konsole Xbox 360 i PlayStation 3. Gra od razu wyróżniła się na tle konkurencji, przede wszystkim dzięki innowacyjnemu systemowi sterowania, który pozwalał na wykonywanie trików deskorolką przy użyciu gałek analogowych. Taka forma rozgrywki była przełomowa i zdobyła liczne pozytywne recenzje.

### Skate 2 (2009)
Druga odsłona serii, wydana w 2009 roku, kontynuuje historię protagonisty, który po trzęsieniu ziemi w fikcyjnym mieście San Vanelona zostaje wypuszczony z więzienia. Miasto zostało odbudowane przez korporację MongoCorp i przemianowane na nowoczesną metropolię, w której jazda na deskorolce jest zakazana. Gracz musi na nowo rozwijać swoje umiejętności deskorolkowe, jednocześnie unikając uwagi władz i policji, które konsekwentnie zwalczają wszelkie przejawy skate’owego stylu życia.
Gra wprowadziła bardziej rozbudowany, otwarty świat oraz nowe wyzwania fabularne, które nadały rozgrywce większą głębię i dynamikę.

### Skate 3 (2010)
W 2010 roku ukazała się trzecia część serii – Skate 3 – która przeniosła rozgrywkę do fikcyjnego miasta Port Carverton, gdzie gracze mogli rywalizować ze sobą online w różnorodnych trybach wieloosobowych. Skate 3 zostało bardzo dobrze przyjęte, zwłaszcza za rozwinięcie aspektów społecznościowych i trybu kariery.

### Skate. (2025)
Po zamknięciu studia EA Black Box w 2013 roku seria została zawieszona na kilka lat. Przełom nastąpił w 2020 roku, kiedy to Electronic Arts oficjalnie ogłosiło prace nad czwartą odsłoną serii Skate, wzbudzając duże zainteresowanie wśród fanów.

## Flick it
W grach z serii Skate duży nacisk położono na realizm jazdy i wykonywanych trików. Sterowanie opiera się na wykorzystaniu gałek analogowych kontrolera, które symulują ruchy stóp deskorolkarza. Dzięki temu gracze mogą wykonywać skomplikowane kombinacje i cieszyć się bardziej naturalnym doświadczeniem niż w klasycznych grach arcade.

## Profesjonalni deskorolkarze
| Skater             | Występuje w Skate | Występuje w Skate 2 | Występuje w Skate 3 |
| ------------------ | ----------------- | ------------------- | ------------------- |
| Mike Carroll       | ✓                 | ✓                   | ✓                   |
| Alex Chalmers      | ✓                 |                     |                     |
| Chris Cole         |                   | ✓                   | ✓                   |
| Jason Dill         | ✓                 | ✓                   | ✓                   |
| Pat Duffy          | ✓                 | ✓                   | ✓                   |
| Rob Dyrdek         | ✓                 | ✓                   |                     |
| Ryan Gallant       | ✓                 | ✓                   |                     |
| Mark Gonzales      | ✓                 | ✓                   |                     |
| Chris Haslam       | ✓                 | ✓                   | ✓                   |
| Jerry Hsu          | ✓                 | ✓                   | ✓                   |
| Terry Kennedy      | ✓                 | ✓                   | ✓                   |
| P. J. Ladd         | ✓                 | ✓                   | ✓                   |
| Colin McKay        | ✓                 | ✓                   |                     |
| John Rattray       | ✓                 | ✓                   |                     |
| Paul Rodriguez     | ✓                 | ✓                   |                     |
| Ryan Smith         | ✓                 | ✓                   |                     |
| Danny Way          | ✓                 | ✓                   | ✓                   |
| Mark Appleyard     |                   | ✓                   | ✓                   |
| Ray Barbee         |                   | ✓                   | ✓                   |
| Jake Brown         |                   | ✓                   | ✓                   |
| John Cardiel       |                   | ✓                   | ✓                   |
| Marc Johnson       |                   | ✓                   | ✓                   |
| Eric Koston        |                   | ✓                   | ✓                   |
| Darren Navarrette  |                   | ✓                   | ✓                   |
| Lucas Puig         |                   | ✓                   | ✓                   |
| Braydon Szafranski |                   | ✓                   | ✓                   |
| Joey Brezinski     |                   |                     | ✓                   |
| Dan Drehobl        |                   |                     | ✓                   |
| Benny Fairfax      |                   |                     | ✓                   |
| Josh Kalis         |                   |                     | ✓                   |
| Lizard King        |                   |                     | ✓                   |
| Andrew Reynolds    |                   |                     | ✓                   |